# Alexeï Michine
Pour les articles homonymes, voir Michine.
Alexeï Michine, né le 8 mars 1941 à Sébastopol, est un ancien patineur artistique russe. Il est maintenant entraîneur.

## Biographie

### Carrière sportive
Débutant dans le patinage tardivement à l'âge de 15 ans, il fait une carrière solo de niveau national en Union soviétique jusqu'en 1965/1966. La même saison, alors qu'il a 24 ans, il débute dans le patinage en couple avec sa nouvelle partenaire Tamara Moskvina. Ensemble, ils décrochèrent le titre de champions soviétiques en 1969, battant par la même occasion les doubles champions olympiques Ludmila Belousova et Oleg Protopopov. Ils terminèrent deuxièmes aux Championnats du monde à Colorado Springs, États-Unis. Ils remportèrent également une médaille d'argent aux Championnats d'Europe de 1968 et une médaille de bronze en 1969. Michine, âgé de 28 ans et Moskniva prirent leur retraite la même année pour entamer une carrière d'entraîneurs.

### Reconversion
Diplômé de l'université avec une licence en physique mécanique, il a fait sa thèse de maîtrise sur la biomécanique du patinage, étude qui révolutionna ses techniques d'enseignement. Michine a à lui seul écrit la presque totalité du livre sur le patinage artistique de l'Institut de l'activité physique de Russie. Après seulement cinq ans d'enseignement, un élève de Michine, Yuri Ovtchinnikov, remporte les championnats russes en 1975.
Parmi les patineurs qu'il a entraîné, on peut citer Aleksey Urmanov, Oleg Tataurov, Aleksey Yagudin, Evgeni Plushenko, Elizaveta Tuktamysheva, Sofia Samodourova et Eliot Halverson.

## Palmarès

### En individuel
| Compétition                     | 1964 | 1965 | 1966 |
| Championnats d'Union soviétique | 3e   |      | 3e   |

### En couple artistique
Avec sa partenaire Tamara Moskvina
| Compétitions                    | 1966    | 1967    | 1968    | 1969    |  |  |  |  |  |  |  |  |  |  |
| Jeux olympiques d'hiver         |         |         | 5e      |         |  |  |  |  |  |  |  |  |  |  |
| Championnats du monde           |         | 6e      | 4e      | 2e      |  |  |  |  |  |  |  |  |  |  |
| Championnats d'Europe           |         | 6e      | 2e      | 3e      |  |  |  |  |  |  |  |  |  |  |
| Championnats d'Union soviétique | 3e      | 2e      | 2e      | 1re     |  |  |  |  |  |  |  |  |  |  |
|                                 |         |         |         |         |  |  |  |  |  |  |  |  |  |  |
| Autre Compétition               | 1965/66 | 1966/67 | 1967/68 | 1968/69 |  |  |  |  |  |  |  |  |  |  |
| Moscou Skate                    |         | 1re     |         | 1re     |  |  |  |  |  |  |  |  |  |  |
|                                 |         |         |         |         |  |  |  |  |  |  |  |  |  |  |